# متلازمة الأنف الأبيض

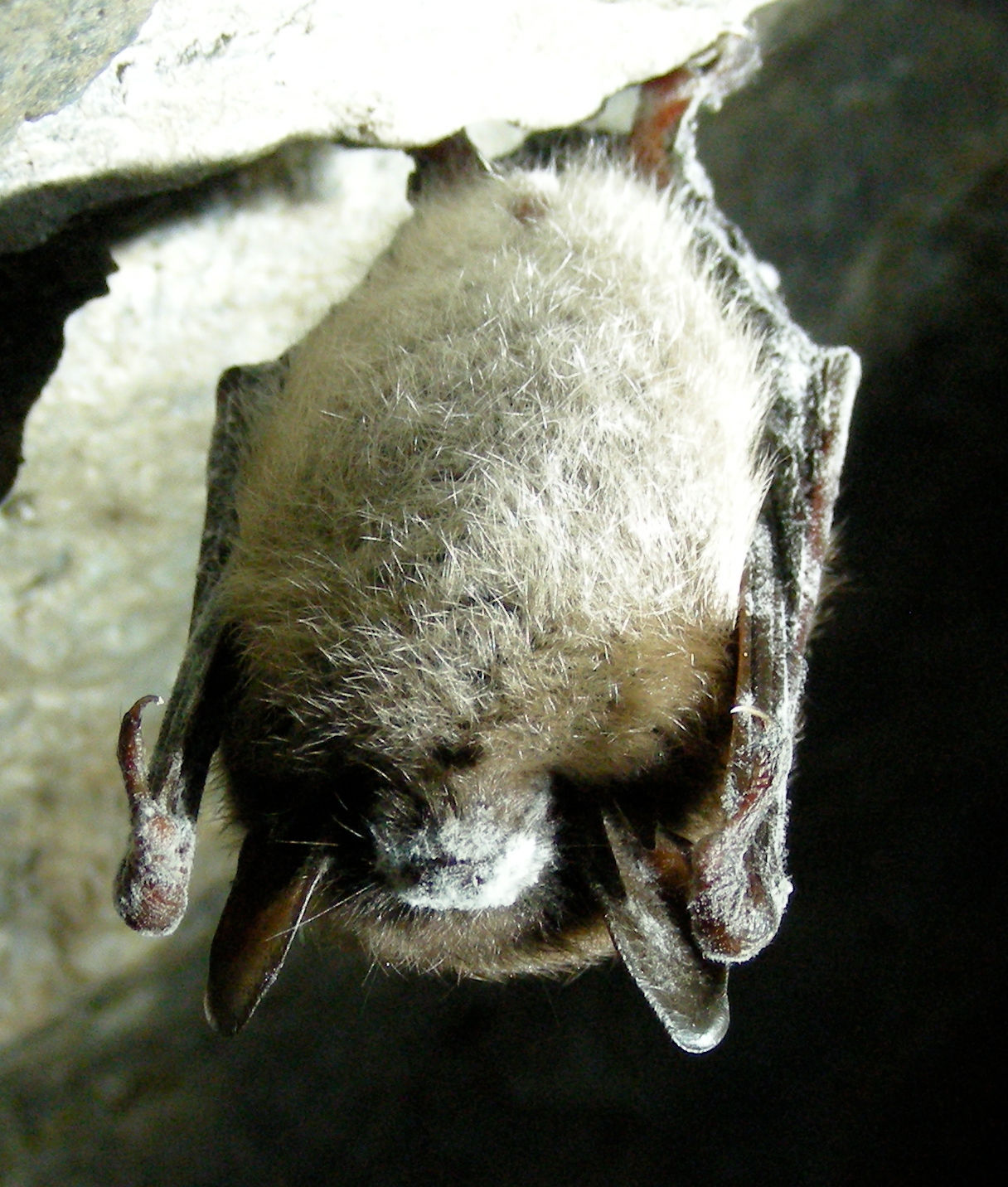
أعراض متلازمة الأنف الأبيض ظاهرة على خفاش

متلازمة الأنف الأبيض (بالإنجليزية: White nose syndrome)‏ هو اسم مرض حيوان أصاب وقتل حوالي 80 إلى 90 بالمئة من الخفافيش وبالألاف في مغارات السبات سنة 2008 بأمريكا الشمالية.
اصيبت بعض الأنواع المهددة بالانقراض مثل خفاش انديانا وبعض أنواع الخفافيش البنية الصغيرة.
تم اكتشاف المرض في ولاية نيويورك الأمريكية شتاء 2007م وبداية 2008م وليس مفهوم بشكل جيد حتى الآن (8000 إلى 11000 خفاش ميت حسب تقديرات الحكومة الأمريكية)
نلاحظ غزوا طفيليا يظهر في شكل حلقة حول فم وخطم الحيوانات المصابة، وهذه الإصابة يمكن ان تكون ثانوية أو مرفقة باصابة فيروسية أو بكتيريا.
كل أنواع الخفافيش لا تتكاثر بسرعة (مولود واحد في السنة)،وبذلك تشكل هذه الإصابة تهديدا لأنواع الخفافيش التي تعيش في هذه المنطقة.
بعض الخبراء يقدرون ان هذه الإصابة عرفت بالأخطر منذ 5 فيفري 2008م والتي هددة الخفافيش.

## الوبائية
لم يحدد حتى الآن اصل، أسباب ولا حتى العوامل المفاقمة للمرض.
- جغرافيا الإصابة:
- أمريكا الشمالية: اصيبت ولايات شمال شرق الولايات المتحدة بالمرض سنة 2007م وبشكل أكبر سنة 2008 م.
- دول أوروبا : بعض الحالات المكتشفة لكن في حاجة إلى تثبت.

## التشريح المرضي
أدى تشريح الخفافيش المصابة بالولايات المتحدة إلى الكشف عن التهاب الرئتين’ والخفافيش النافقة كانت هزيلة جدا وموجودة بالقرب من مخارج الكهوف وليس بداخلها اين من المفروض ان تكون اين توجد درجة حرارة ونسبة رطوبة مناسبة.ربما كانت تبحث عن جو ألطف (اٍصابتها بالحمى)أو للبحث عن صيد (لتعويض الضعف الذي اصابها).

## الاحتياطات
في الولايات المتحدة منذ العام 2008م هناك مراقبة للمواقع المصابة. وطلب من مستكشفي الكهوف التقليل من زياراتهم وتعقيم ادواتهم، وهناك حظر لزيارة بعض الكهوف.

## تحركات
10 مارس 2008 العديد من المنظمات الغير حكومية ارسلت مندوبين إلى الحكومة الفدرالية الأمريكية لرسم خطط استعجالات ومراقبة، وطالبت هذه المنظمات بتمويل لمشاريع البحث في هذا المرض.